# Société allemande d'esthétique
La Société allemande d'esthétique (DGÄ- Deutsche Gesellschaft für Ästhetik) est une association scientifique sans but lucratif qui se consacre à l'étude de l'esthétique ainsi qu'à la théorie de l'art. L'objectif de la société est de "favoriser le développement et la coordination de l'esthétique dans l'espace germanophone". Selon les informations de la société elle-même, elle rassemble actuellement 800 membres.
La Société a été fondée en 1993 à l'initiative de Karlheinz Lüdeking (de), Birgit Recki (de) et Lambert Wiesing (de). Selon Der Spiegel, l'un de ses cofondateurs est Wolfgang Welsch. Elle forme un réseau de chercheuses et chercheurs dans le domaine de la philosophie de l'art et de l'esthétique, organise des workshops et des colloques et publie ses résultats sous forme d'actes de colloques. Tous les trois ans, le "congrès d'esthétique renommé" (selon la Frankfurter Rundschau) a lieu à divers endroits. Lors des congrès, entre 80
 et 180 communications sont présentées dans le cadre de sections parallèles et des séances plénières.
La société "n'est pas liée à une tradition esthétique ou à un courant philosophique particulier, mais s'efforce d'étudier et de promouvoir l'esthétique dans toute son étendue, y compris dans les sciences de l'art, des médias et de la culture"
La société coopère au niveau international avec l'International Association for Aesthetics (IAA) et la European Society of Aesthetics (ESA), ainsi qu'avec diverses sociétés nationales spécialisées, comme la Société d'esthétique du Québec. En tant que société spécialisée, elle est membre de l'association faîtière pour la philosophie, la Société allemande de philosophie (DGPhil, Deutsche Gesellschaft für Philosophie). La société est associée à la revue biannuelle Zeitschrift für Ästhetik und Allgemeine Kunstwissenschaft, qui sert de forum pour les débats esthétiques en langue allemande.

## Congrès
- Congrès fondateur: Bild und Reflexion (Universität Münster, 1993)[8]
- II. Congrès: Ästhetik und Naturerfahrung (Sprengel Museum Hannover, 1994)[9]
- III. Congrès: Ästhetik an der Zeitenwende. Erkundungen zur Kunst der Gegenwart (Universität Hannover, 1996)
- IV. Congrès: Die Wirklichkeit der ästhetischen Wahrnehmung (Sprengel Museum Hannover, 1999)
- V. Congrès: Das Verhältnis von Kunst und Demokratie (Akademie der Künste Berlin, 2002)[10]
- VI. Congrès: Schöner neuer Mensch (Sprengel Museum Hannover, 2005)
- VII. Congrès: Ästhetik und Alltagserfahrung (Université de Iéna)[11]
- VIII. Congrès: Experimentelle Ästhetik (Kunsthochschule Düsseldorf, 2011) [12],[13]
- IX. Congrès: Techne – poiesis – aisthesis. Technik und Techniken in Kunst und ästhetischer Praxis (Universität Hamburg, 2015)[14]
- X. Congrès: Das ist Ästhetik! (HfG Offenbach, 2018 - 25. Jubiläum)[15],[16],[17]
- XI. Congrès: Ästhetik und Erkenntnis (ZHdK Zürich/Online, 2021)[18],[19]
- XII. Congrès: Medien der Künste / Künste der Medien (Université Fribourg, 2024)

## Présidences
- 1993-1996: Jörg Zimmermann
- 1996-1999: Martin Seel (de)
- 1999-2002: Hermann Pfütze
- 2002-2005: Josef Früchtl
- 2005-2008: Lambert Wiesing (de)
- 2008-2011: Ludger Schwarte (de)
- 2011-2015: Birgit Recki (de)
- 2015-2018: Juliane Rebentisch (en)[20]
- 2018-2021: Dieter Mersch (de)
- 2021-2024: Emmanuel Alloa